# Ghindărești
Ghindărești est une ville de Roumanie, dans le județ de Constanța.

## Démographie
Lors du recensement de 2011, 94,52 % de la population se déclarent lipovènes — ce qui en fait la commune de Roumanie avec le plus fort pourcentage de Lipovènes —, 2,17 % roumains (3,14 % ne déclarent pas d'appartenance ethnique et 0,15 % déclarent appartenir à une autre ethnie).

## Politique
| Parti | Parti                                              | Sièges |
| ----- | -------------------------------------------------- | ------ |
|       | Parti social-démocrate (PSD)                       | 4      |
|       | Parti national libéral (PNL)                       | 3      |
|       | Alliance des libéraux et démocrates (ALDE)         | 2      |
|       | Communauté des Russes lipovènes de Roumanie (CRLR) | 1      |